# Althea Flynt
Althea Flynt (Marietta, 6 de novembro de 1953 — Los Angeles, 27 de junho de 1987) foi esposa de Larry Flynt e coeditora da revista Hustler. Larry a conheceu como stripper em sua boate em 1973 e se apaixonou por ela. Casando-se logo em seguida. Althea contrai o vírus HIV pelo seu uso continuado de drogas e, em 1987, Flynt a encontrou afogada em sua banheira. Ganhou notoriedade ao administrar por conta própria a revista do marido. 